# Alfons Mucha
Alfons Maria Mucha (Ivančice, 1860. július 24. – Prága, 1939. július 14.) cseh plakátművész, grafikus, illusztrátor, festő és nagy sorozatú nyomtatott grafikai művek alkotója, aki a szecesszió egyik kiemelkedő képviselőjének számít. Lánya, Jaroslava Muchova szintén festő.

## Élete és műalkotásai

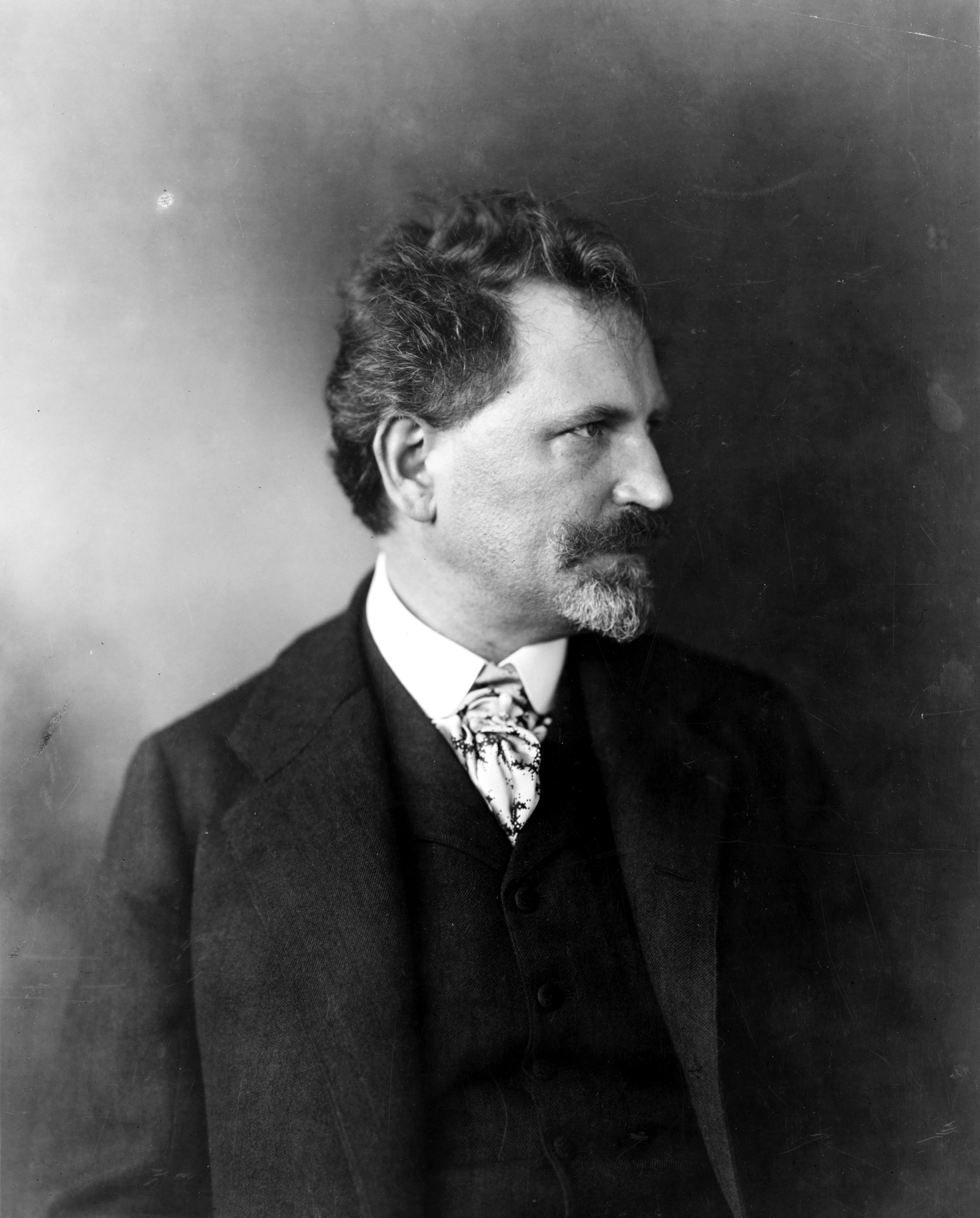
Alfons Mucha

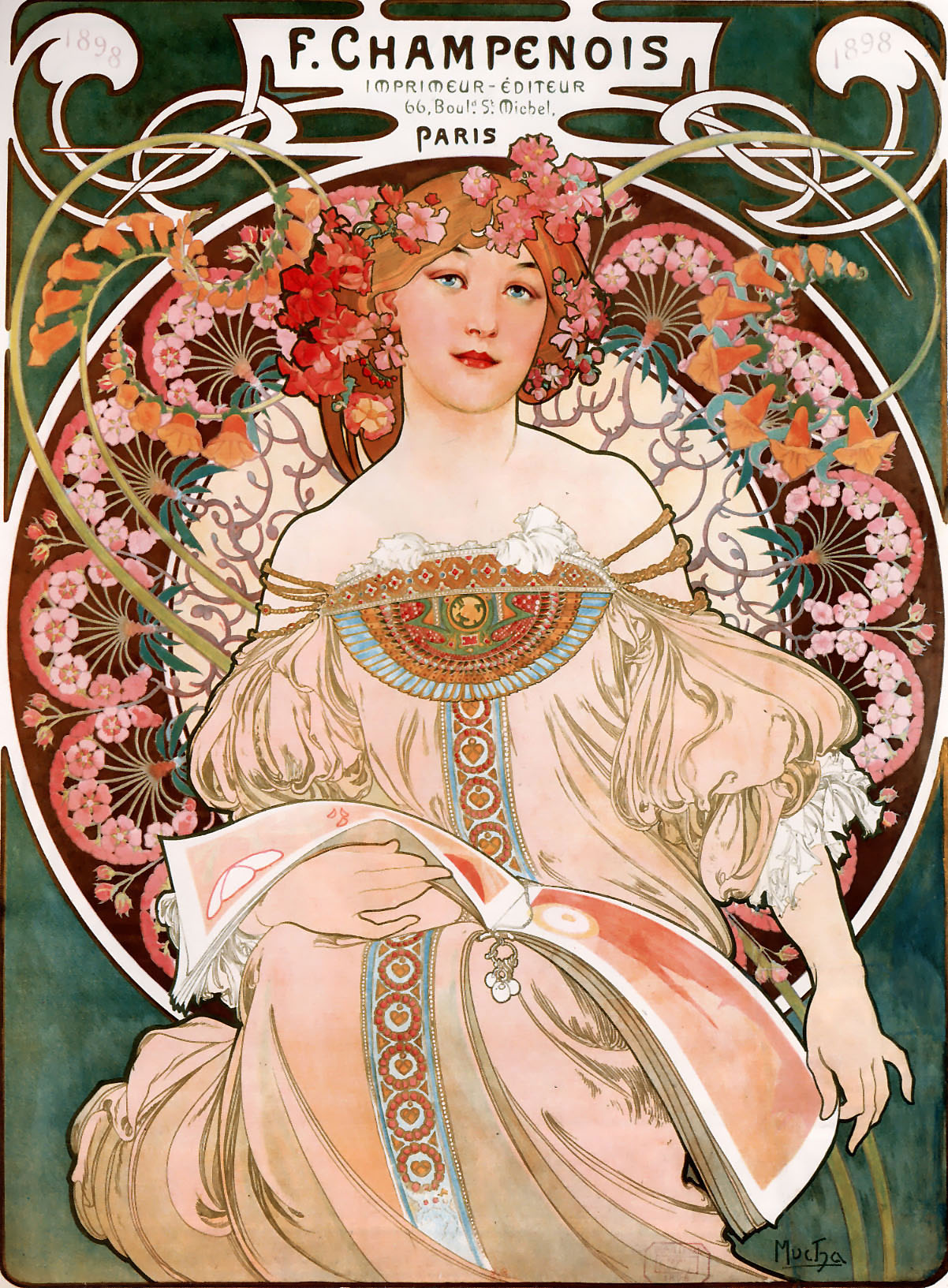
F. Champenois Imprimeur-Éditeur, 1897

Pályáját autodidaktaként kezdte. Mivel a Prágai Akadémia elutasította, 1879-től 1881-ig egy színpadképek tervezését tanító iskolát látogatott Bécsben és esténként emellett még egy rajzstúdiót. Néhány kisebb megbízást kapott a dekoratív festészet területén és Karl Khuen-Belasi gróf támogatását nyerte el. Mucha 1882-ben megbízást kapott az Eduard Khuen-Belasi számára épített Emin zámek neobarokk kis kastély (Hrušovany nad Jevišovkouban Morvaországban) belsejének kialakítására. Továbbá festői megbízást végzett a Khuen-Belasi család Gandegg kastélyában, Eppan mellett Dél-Tirolban. A család támogatásával festői stúdiumokat végzett a Müncheni Képzőművészeti Akadémián 1885-től 1887-ig.
A Világkiállítás alkalmával Párizsba költözött, ami ekkor a művészetek Mekkája volt. Itt szerény körülmények között élt és különböző festő-tanároknál tanult tovább. 1888-tól a párizsi Julian Akadémián, majd a Colarossi Akadémián tanult. Ebben az időben gyakran kellett nélkülöznie. Könyvillusztrációs feladatokkal kereste meg a megélhetését. Rövid ideig Paul Gauguinnel volt közös műterme. 1894-ben díjat nyert a párizsi Salon kiállításán.

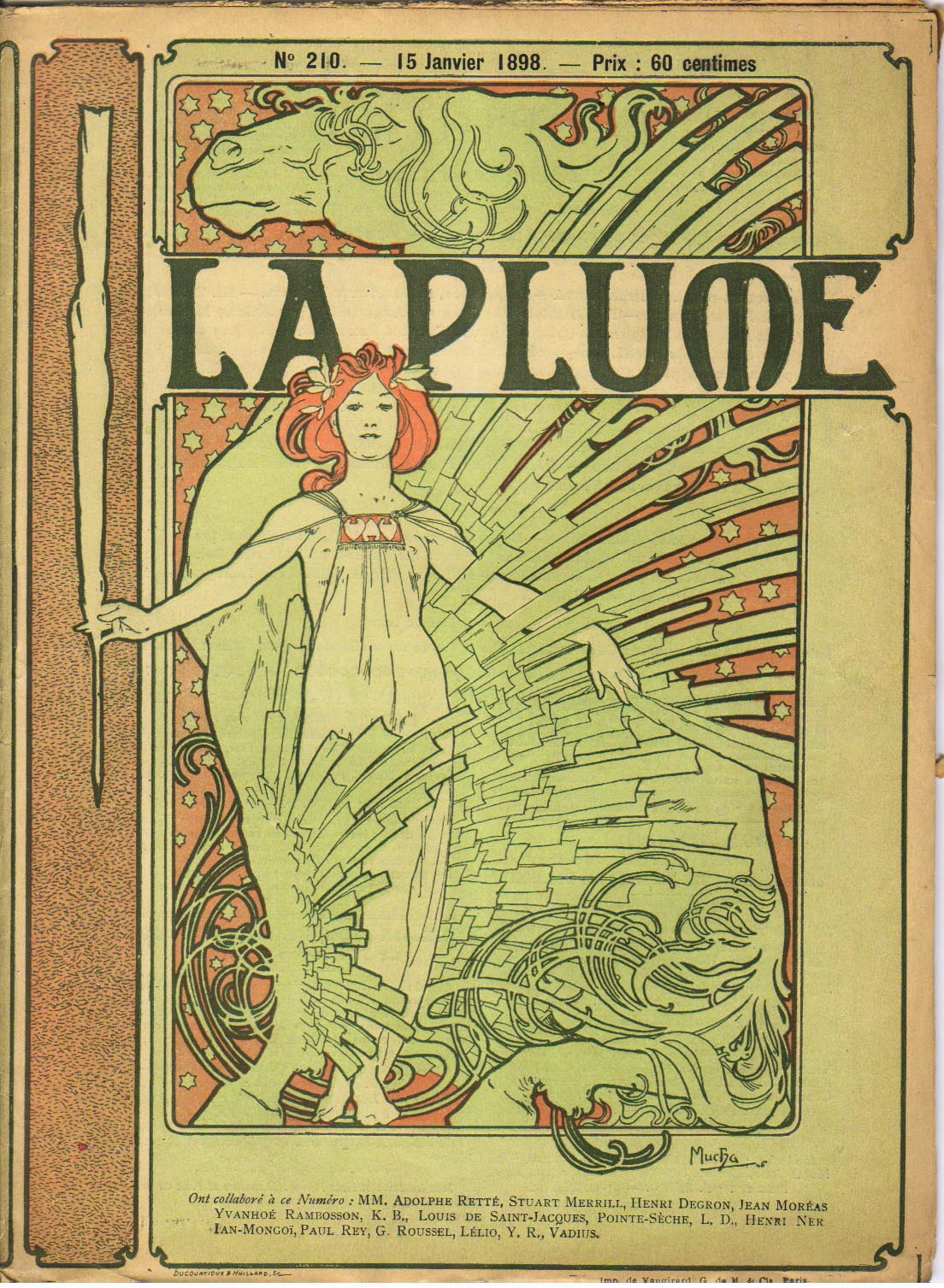
La Plume, 1898

Az áttörő sikert Sarah Bernhardtnak köszönhette. A századforduló legismertebb színésznője 1894 karácsonyán egy festőművészt keresett, hogy megfesse neki a „Gismonda“ színdarab plakátját, mivel nem tudta elérni azt a festőt, akivel dolgoztatni szokott. A megbízást Mucha kapta, és egy reggel Párizsban mindenütt feltűntek azok a plakátok, amelyek meghozták neki a világhírt. A plakátok iránt olyan népszerűek voltak, hogy a művészetkedvelők csaknem mindet leszedték. Egy csapásra Mucha lett a Belle Époque legkeresettebb plakátfestője.
1896-ban festette meg Mucha Sarah Bernhardt egy plakátját A kaméliás hölgy szerepében. Ekkoriban részvények grafikai munkáin dolgozott, így például a „Paris-France“ áruház számára, melyet 1898-bam Párizsban alapítottak és már 1914-ben több mint 70 fiókkal rendelkezett Franciaországban. 1898 és 1946 között ez a részvénytársaság 13 különböző részvényt és 16 különböző váltót adott ki Mucha tervezésében. A „Société des Immeubles de France“ két kötvényt adott ki 1891-ben és 1896-ban, van még egy dokumentum a „Société Anonyme de l’Exposition Réligieuse Internationale de 1900“ társaságtól (mely vallásos világkiállítás pénzellátását célozta). A „Slavia“ (Prágai Kölcsönös Biztosítási Bank) biztosítási kötvényei is Mucha összetéveszthetetlen stílusával készültek el. Ezeknek a társaságoknak a történelmi értékű értékpapírjai a gyűjtők körében a legdekoratívabb és legkeresettebb darabok ma is.
1901-ben Muchát a Francia Becsületrend lovagjává ütötték. Egy évvel később Auguste Rodin francia szobrásszal Morvaországba utazott. 1904-ben két évre az USA-ba ment, ahol a New York Times üdvözölte őt és egy többoldalas külön betét-nyomattal ünnepelte. A Képzőművészeti Akadémia docenseként tanított New York, Philadelphia és Chicago városokban. 1906-ban visszatért Prágába és feleségül vette Prágában Marie Chytilovát, akit Párizsban ismert meg. Az 1906-os prágai Pánszláv kongresszus szervezésében tevékenyen részt vett: Több installációt készített a Vltava folyón a különböző szláv népeket jelképező hajók felvonulásához.
Charles Crane amerikai milliomos megbízásából 18 év alatt 20 monumentális festményből álló ciklust alkotott: A Szláv eposzt. A sorozat első 11 darabját 1919-ben hatalmas érdeklődés mellett állították ki a prágai Klementiumban. A sorozat a pánszláv eszme szellemében a szláv népek legjelentősebb eseményeit ábrázolja monumentális 6x20 méteres vásznakon. A képeket 1928-ban Prága városának ajándékozta.
Az első világháború után Mucha visszatért Csehszlovákiába, és ott folytatta művészi pályáját. Tervei közt voltak például bélyegek, bankjegyek és a fiatal csehszlovák állam kitüntetései.
Anyagi függetlenségben élt Prágától északra egy kastélyban feleségével és két gyermekével. Az 1939-es német bevonulás után az elsők között internálták: a Gestapo tartóztatta le szabadkőműves szerepvállalása miatt. Röviddel később tüdőgyulladásban halt meg. Fia Jiří Mucha cseh kozmopolita, író, publicista és forgatókönyv-író volt.

## Szabadkőműves pályafutása

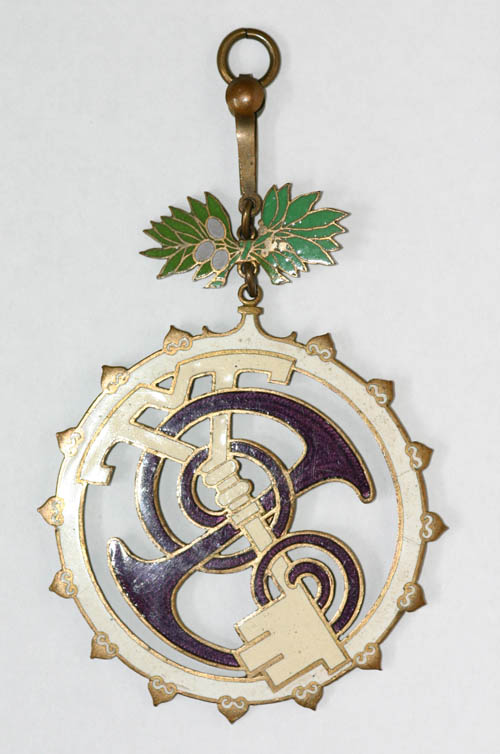
A skót rítus 4. fokának Mucha tervezte jelvénye

Mucha 1898-ban lett szabadkőműves, Párizsban. Hazatérve, Csehszlovákia létrejöttekor részt vett a szabadkőműves mozgalomban, 1918-ban megalapítója volt az első cseh nyelven dolgozó páholynak. Hamarosan a Csehszlovák Nagypáholy nagymesterévé választották. Vezetői tevékenysége mellett számos műalkotást tervezett a páholyok részére, mint díszpoharakat, jelvényeket, felvételi oklevelek dekorációját. 1923-ban ő is részt vett az Ősi és Elfogadott Skót Rítus nagytanácsának svájci segítséggel történő megalakításában, amelynek második Szuverén Főparancsnoka lett.

## Művészete
Bár művészetét a szecesszióra jellemző kígyózó indák, stilizált növényi motívumok, buja vonalvezetés, szépséges nőalakok jellemzik, nem vallotta magáénak az art nouveau elveit, nézeteit inkább a szimbolizmussal rokonította. Művészetében a dekorativitás anatómiai pontossággal párosul. Plakátjai csík alakúak, a századforduló reklámiparának különleges, egyedi termékei. Roppant sokoldalú művész volt: illusztrált számos könyvet (Németország története, Ilsée), tervezett bélyeget, naptárt, tapétát, bútort, szőnyeget, üvegablakot, ékszereket és ékszerüzletet. Alkotásait gyakran ciklusokba, dekoratív pannóként rendezte össze: A négy évszak (1896), Ékkövek, Csillagok, Művészetek, Virágok, Hónapok, Napszakok. Eszmeileg 19. századi történelmi festészethez kötődik legnagyobb szabású ciklusa, a Szláv eposz, amely hatalmas olaj-tempera vegyes technikájú, vászonra festett képekből áll, stílusát tekintve azonban a szimbolizmussal rokon.

### Kiállításai
A Mucha Múzeumot Prágában a világszerte ismert szecessziós festőművész életének és műveinek szentelték. A múzeumot a történelmi Prága barokk építményében, a Kaunitz-palotában találhatjuk meg.
Mucha fő műve, a Szláv eposz sorozat, Moravský Krumlov kastélyában, szülőhelye közelében látható.

## Portrék
- Heinrich Kautsch érem. Három kivitelben: 41 mm, 80 mm és 99 mm.
- Milan Knobloch érem (év nélkül). 60 mm.
- Daniel Octobre érem. 78 mm.

## Képek

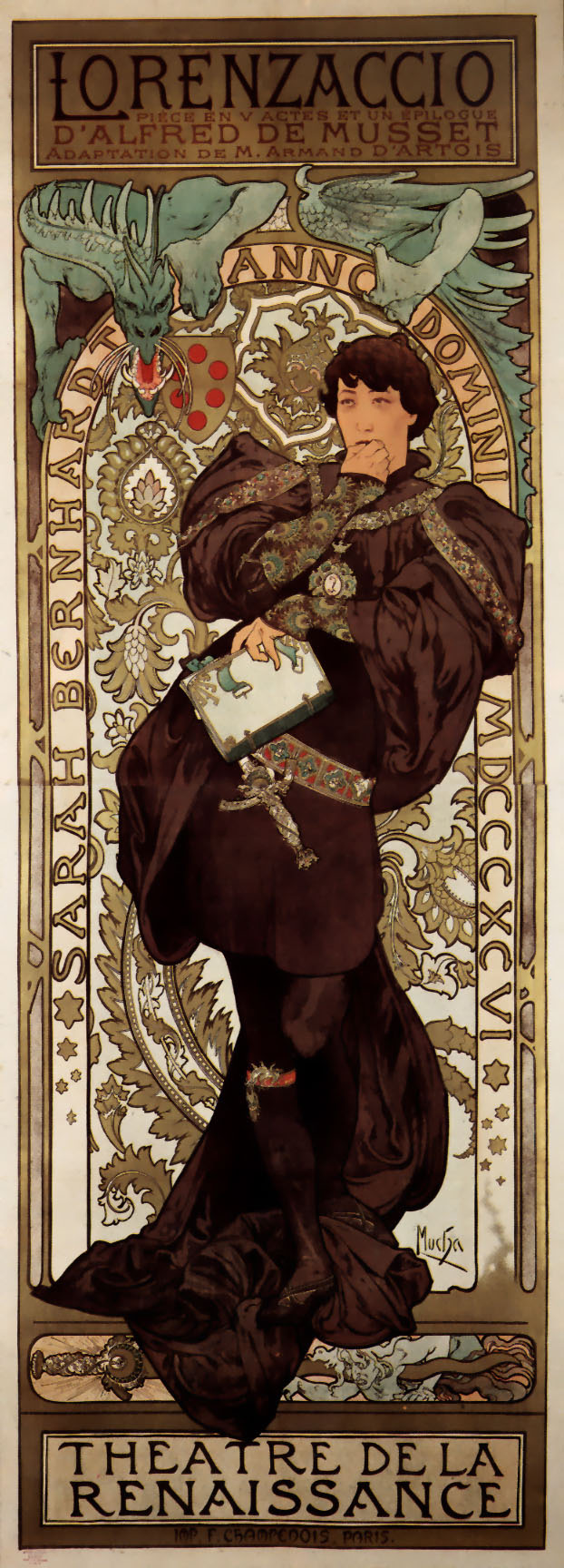
A Lorenzaccio c. darab plakátja, 1896
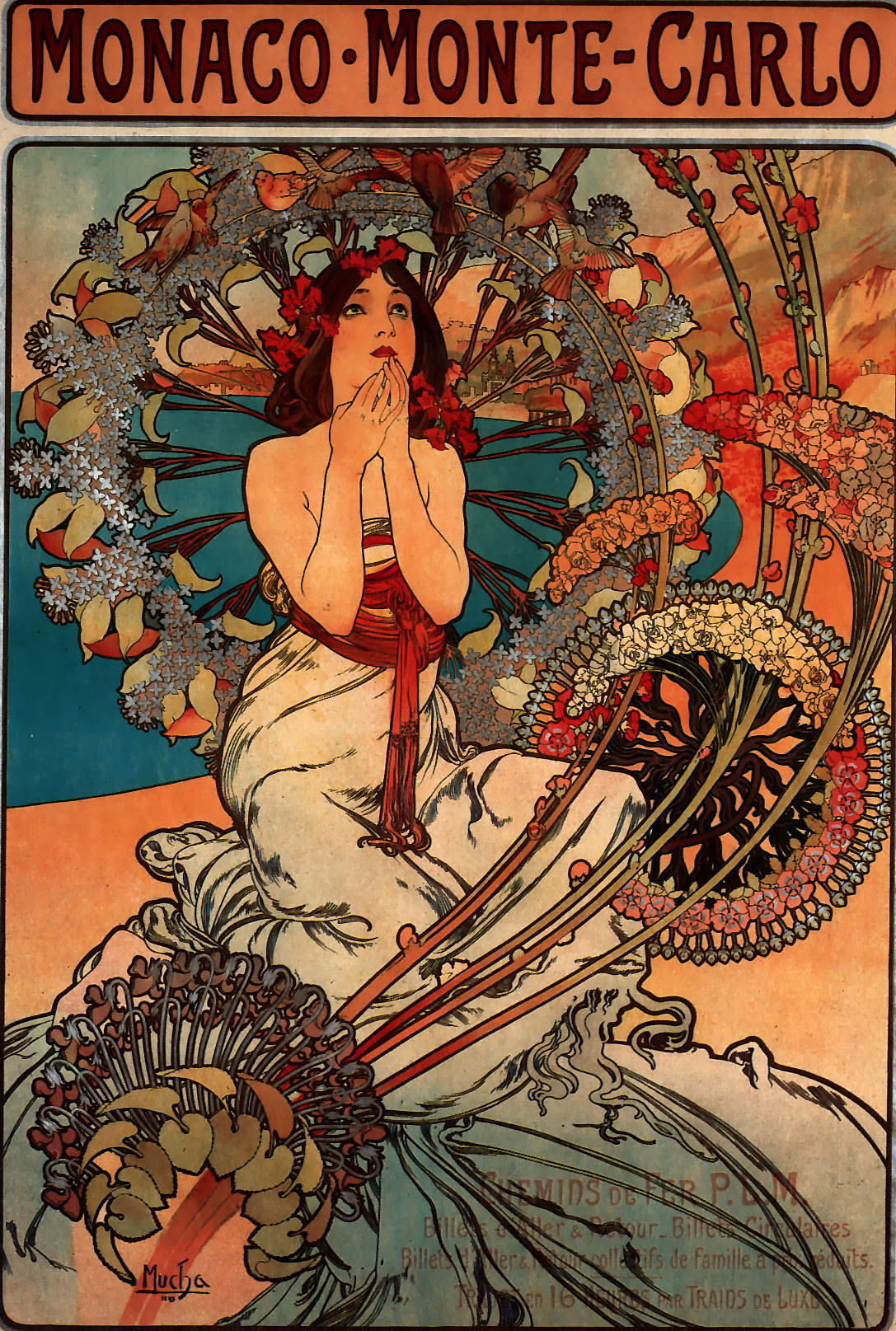
Monaco Monte Carlo, 1897
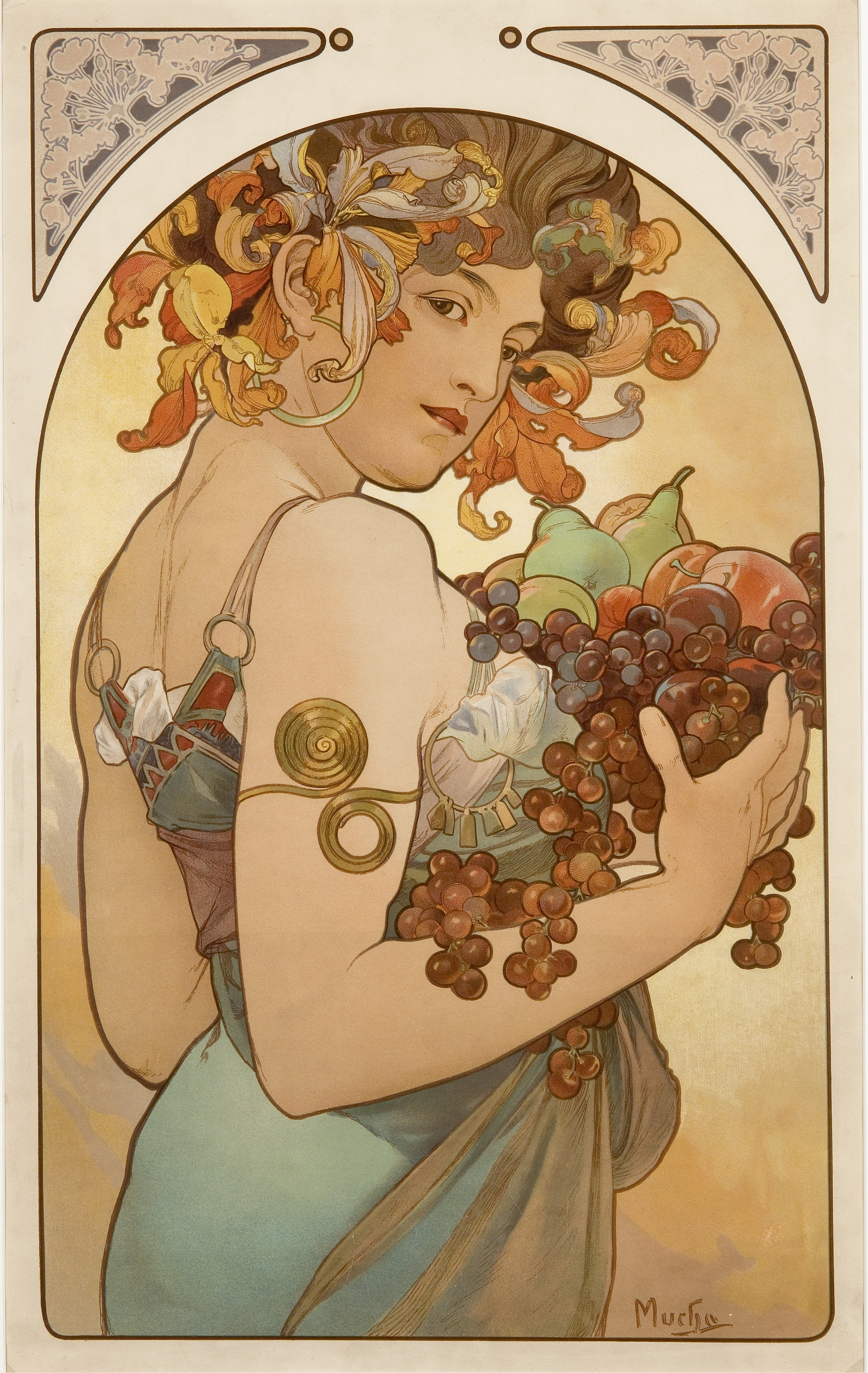
Gyümölcsök, 1897
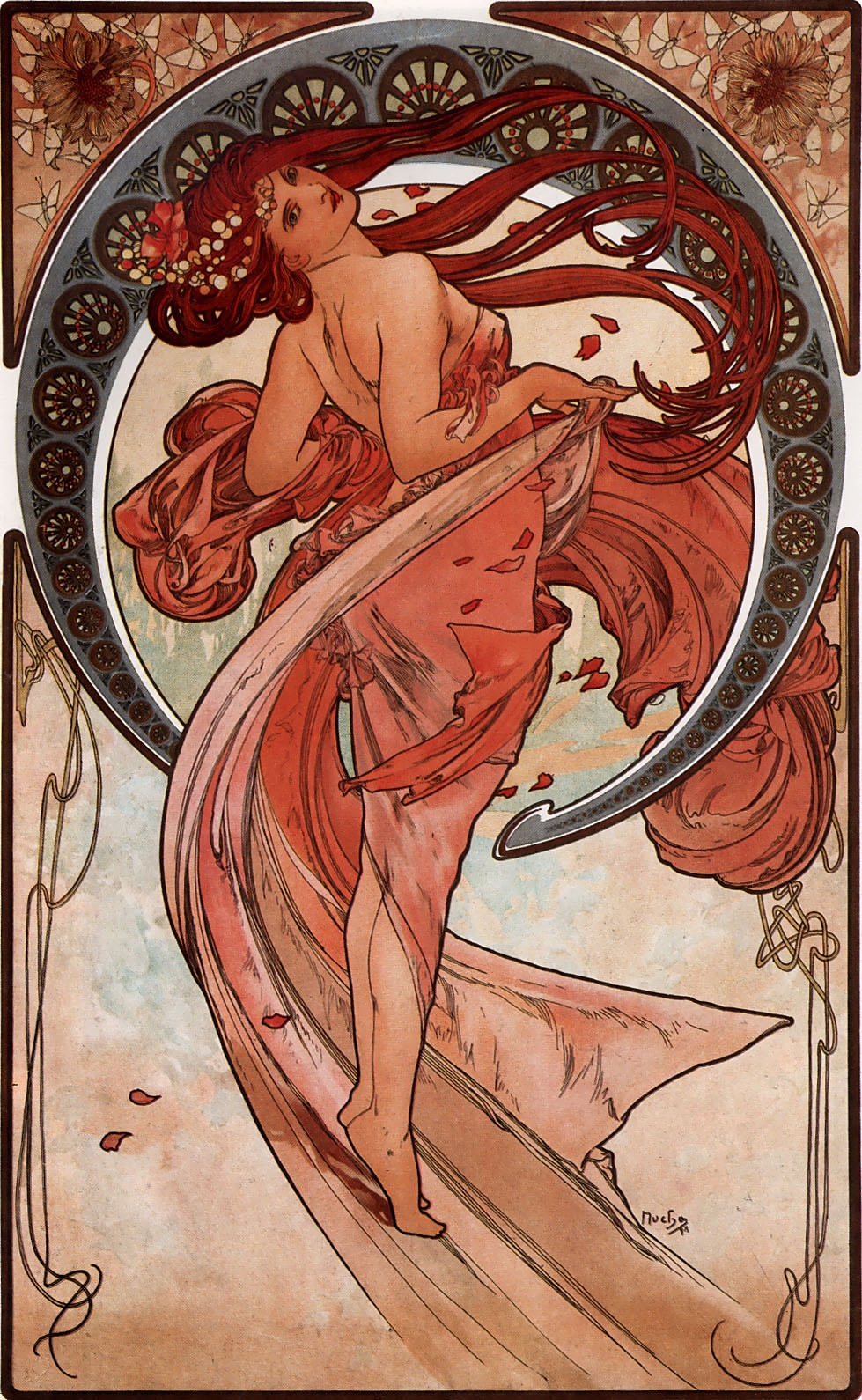
Tánc, 1898
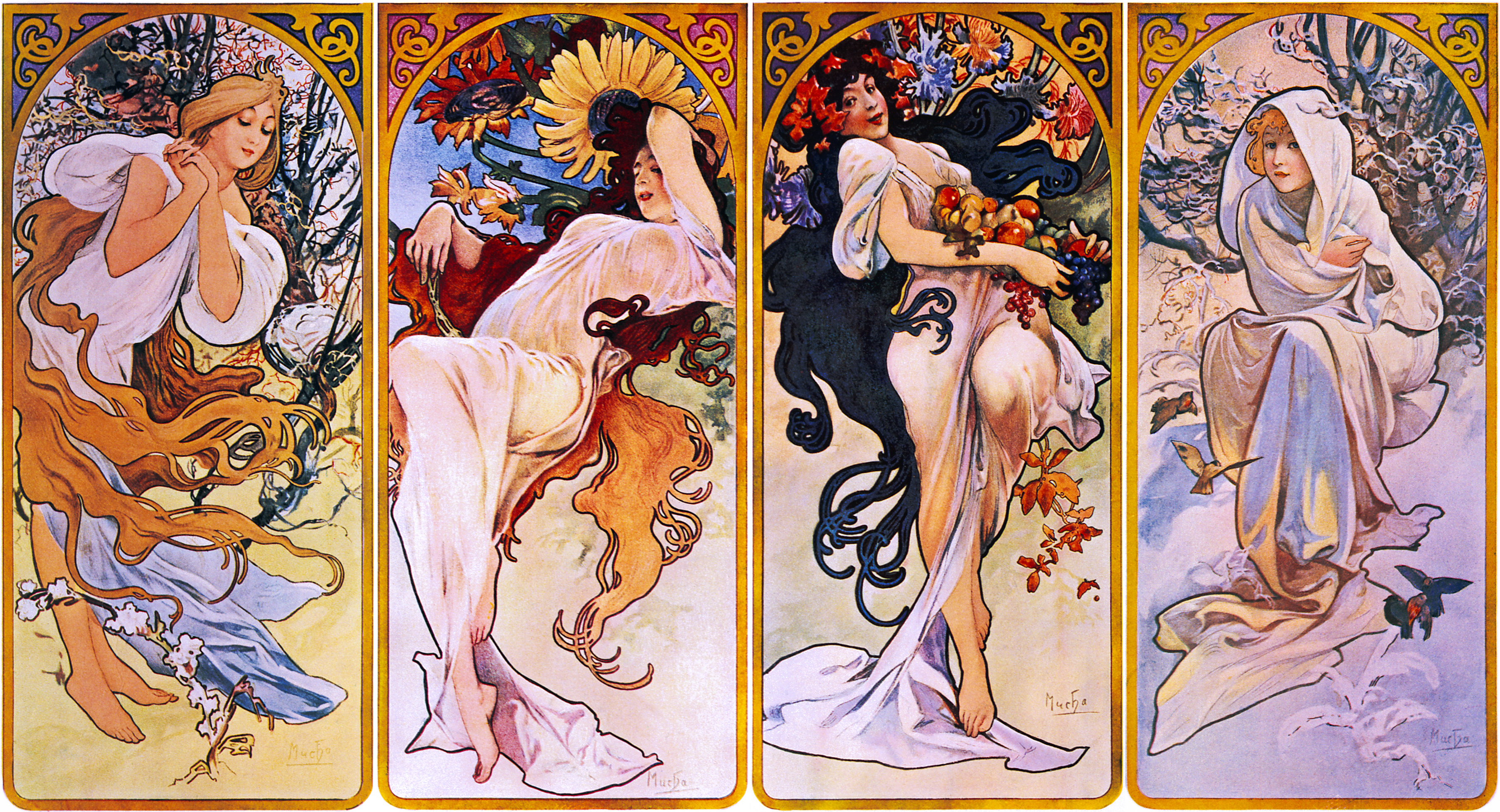
Évszakok, 1895 körül
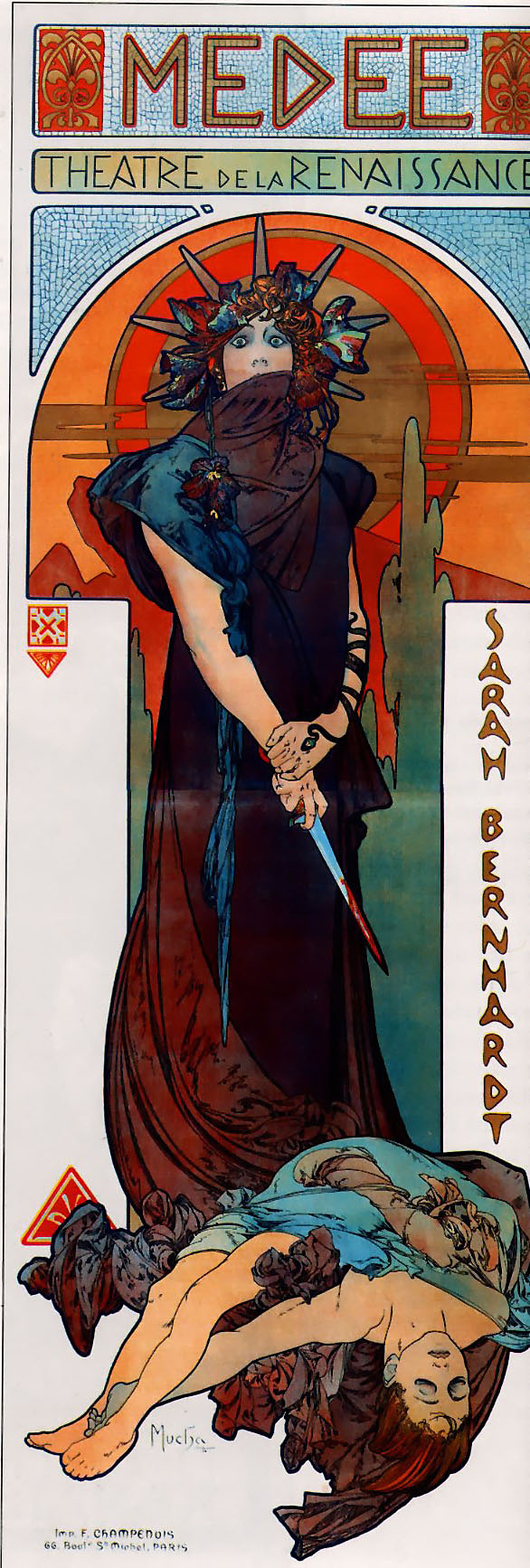
Médeia, 1898
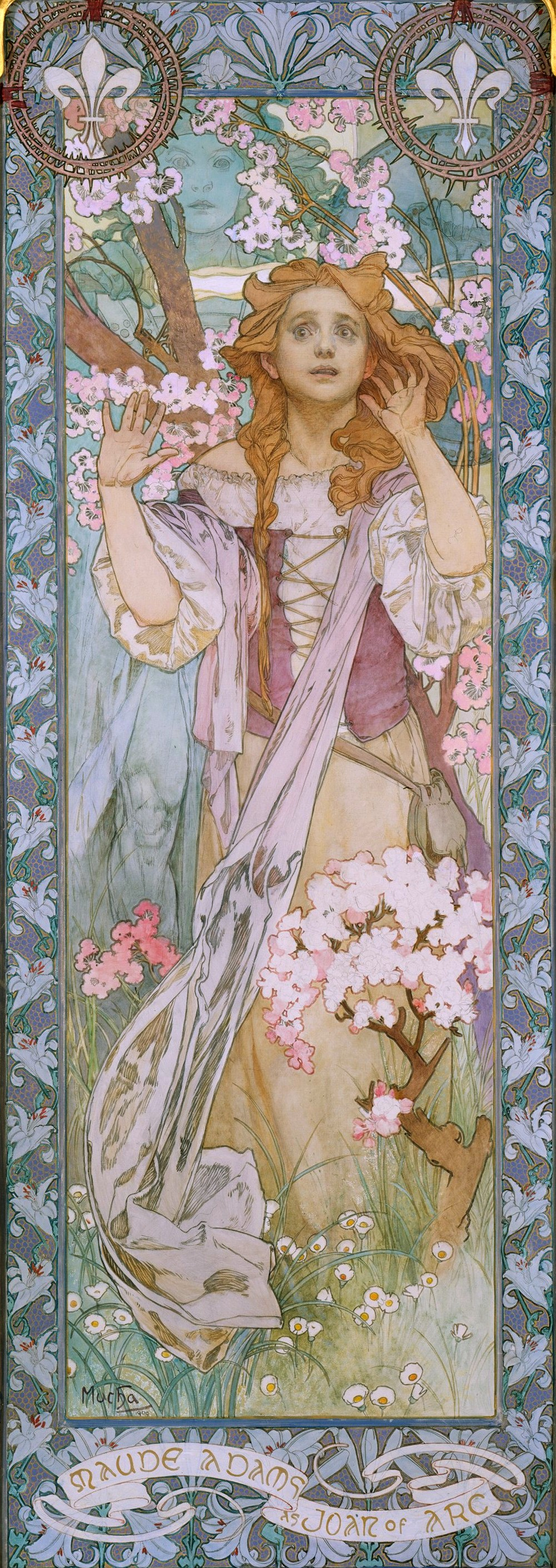
Maud Adams Jeanne d’Arc szerepében, 1909
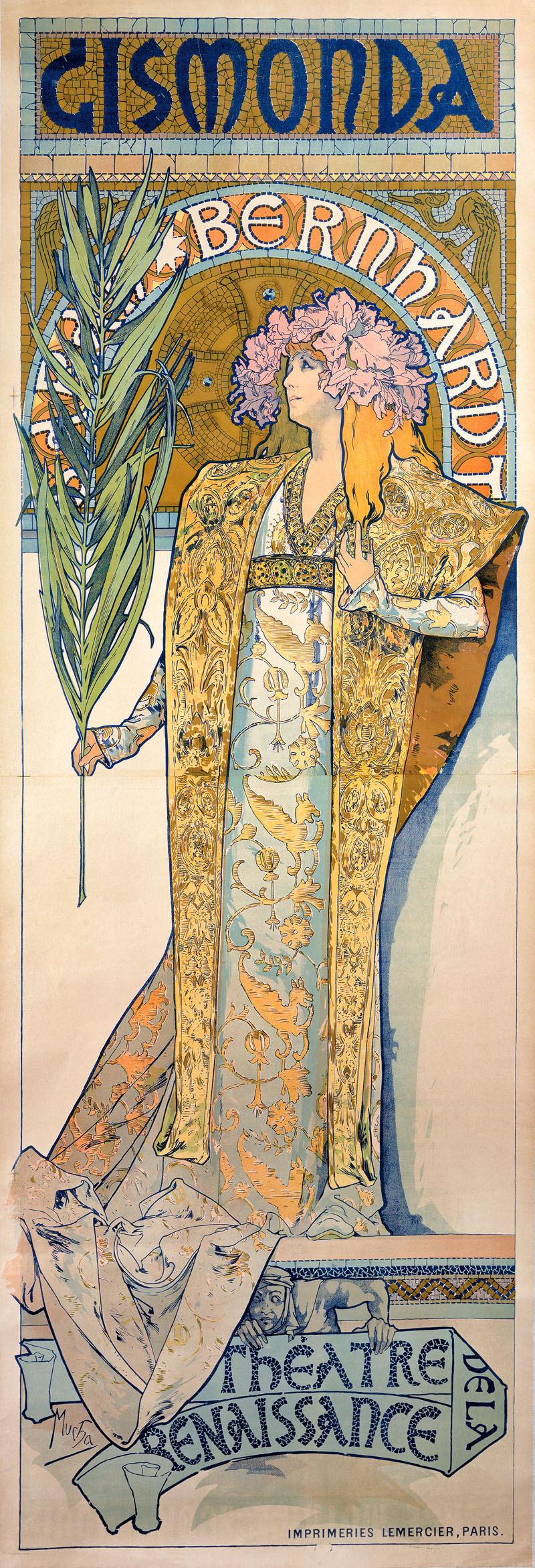
Gismonda
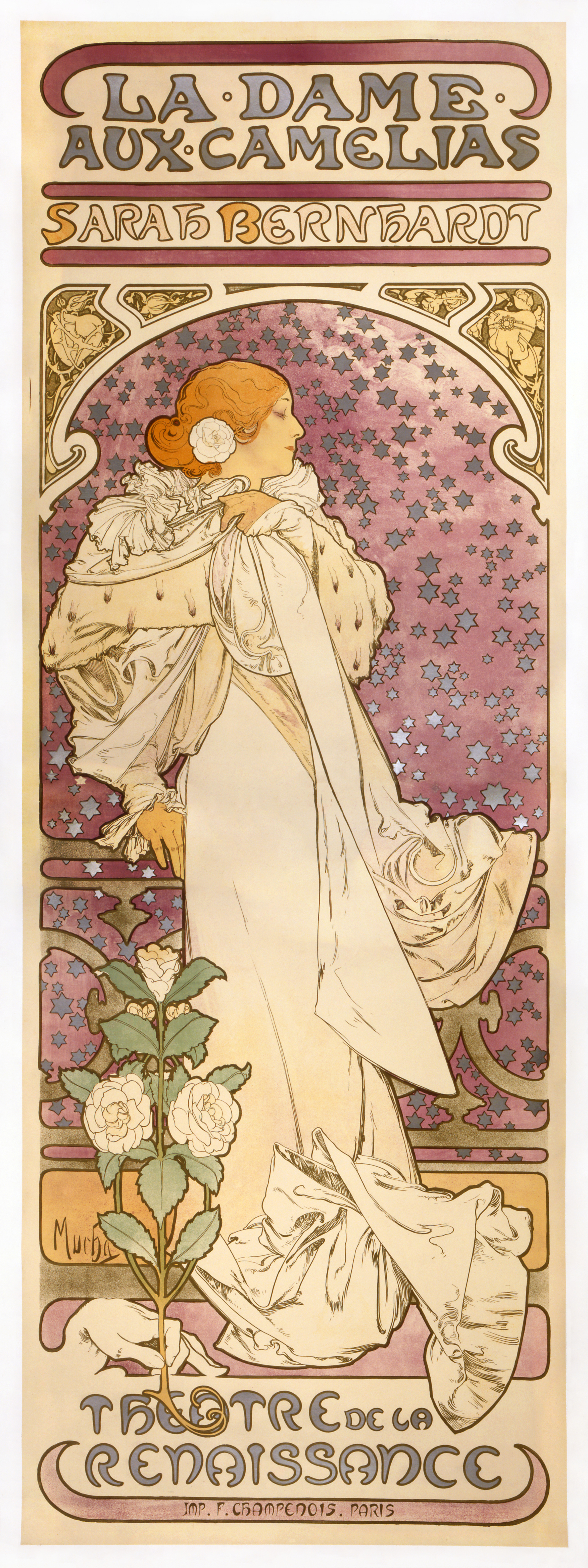
A kaméliás hölgy
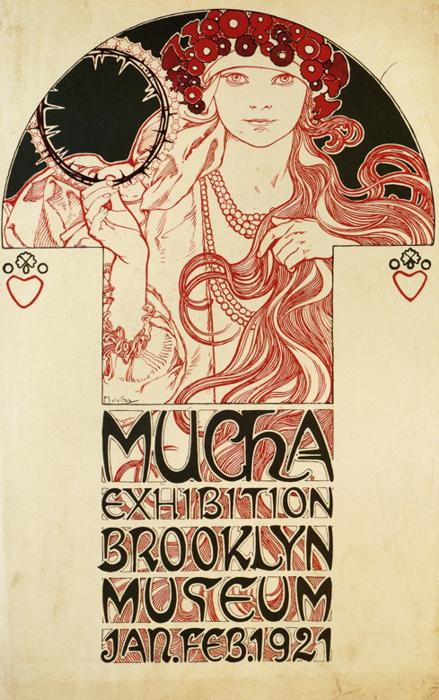
A Brooklyn Museumban 1921-ben megrendezett Mucha tárlat plakátja

## Fordítás
- Ez a szócikk részben vagy egészben  az   Alfons Mucha című német Wikipédia-szócikk fordításán alapul.  Az eredeti cikk szerkesztőit annak laptörténete sorolja fel. Ez a jelzés csupán a megfogalmazás eredetét és a szerzői jogokat jelzi, nem szolgál a cikkben szereplő információk forrásmegjelöléseként.